# NGC 6691
NGC 6691 је спирална галаксија у сазвежђу Змај која се налази на NGC листи објеката дубоког неба.
Деклинација објекта је + 55° 38' 30" а ректасцензија 18h 39m 12,0s. Привидна величина (магнитуда) објекта NGC 6691 износи 12,8 а фотографска магнитуда 13,6. NGC 6691 је још познат и под ознакама UGC 11318, MCG 9-30-31, CGCG 279-22, IRAS 18382+5535, PGC 62202.